# Тургай (річка)
Тургай (каз. Торғай) — річка в Костанайській та Актюбінській областях, в північно-західній частині Казахстану. Належить до внутрішнього безстічного Арало-Каспійського басейну.

## Географія
Річка утворюється при злитті річок Жалдама та Кара-Тургай (на південь від села Амангельди), які беруть свій початок на західній околиці Казахського дрібносопковика, і тече Тургайською улоговиною в південно-західному напрямку, розбивається в широкій заплаві на рукави і утворює безлічі озер. В нижній течії, після впадіння Іргиза, круто повертає на південь, а далі на південний схід і закінчується у безстічній западині Шалкартениз. Живлення переважно снігове, річний стік формується переважно в короткий період весняної повені. У літньо-осінньо-зимову пору витрати води річки значно зменшуються. Влітку в нижній течії, через інтенсивний випар, вода стає солоною.
Замерзає в першій половині листопада, розкривається в першій половині квітня.
Довжина річки 825 кілометрів, площа басейну 157 000 км². Територія річкового басейну належить до районів різко вираженого недостатнього зволоження. Витрата води в середній течії близько 9 м³/с. Швидкість течії води коливається від 0,2 м/с — у верхів'ї до 0,1 м/с — в середній течії і знову до 0,2 м/с — в нижній.

## Притоки
Іргиз, Саритургай, Кайинди.